# 彼得·内恰斯
彼得·内恰斯（1964年11月19日—），出生于捷克斯洛伐克城镇烏赫爾堡，曾任捷克共和国总理和公民民主党黨魁。

## 早年
出生于捷克东部城镇乌赫尔堡，1979年－1983年就讀於乌赫尔堡文科中学，1983年－1988年就讀於布尔诺市马萨里克大学自然科学系。

## 政治生涯
1988－1992年在特斯拉-罗日诺夫公司（Tesla Rožnov）担任技师、实验员和开发员。1991年加入右翼的公民民主党，1992年當選捷克国会外交司议员。1995年獲總理克勞斯被任命为国防部副部长。1996年被选为下议院议员，其後連任。2006年被任命为劳动和社会事务部部长，兼任副总理。2010年3月他接替辭職的米雷克·托波拉内克成为了该党的主席。在2010年5月的捷克国会下议院选举中，公民民主党得票率位居第二。其後他組建中右翼聯合政府，6月28日正式宣誓就职。
2013年6月17日彼得·内恰斯因卷入警方打击犯罪行动而正式提出辞职，同时内恰斯也宣布辞去公民民主党党首一职。

## 家庭
1988年與拉德卡·内恰索娃（Radka Nečasová）結婚，兩人青少年時就相戀，育有四名子女，2013年因内恰斯與他的女幕僚長珍娜‧納吉瓦被控貪汙濫權，納吉瓦是內恰斯的情婦，她涉嫌動用特勤人員監視內恰斯元配拉德卡，還逼迫總理夫婦離婚，最終內恰斯宣布結束廿五年婚姻。